# Lida Bezlaj Krevel
Ljudmila "Lida" Bezlaj-Krevel, slovenska zgodovinarka in publicistka, * 2. april 1943, Ljubljana.
Muzejska svétnica dr. Ljudmila (Lida) Bezlaj Krevel je študirala na Filozofski fakulteti v Ljubljani zgodovino in etnologijo, diplomirala je leta 1971,iz zgodovine je promovirala leta 2003.
Leta 1967 se je zaposlila v Goriškem muzeju, leta 1971 pa v novoustanovljenem Pokrajinskem arhivu v Novi Gorici (arhivistka, ravnateljica). V Ljubljano se je vrnila leta 1987 in se zaposlila v Tehniškem muzeju Slovenije kot vodja tedaj šele nastajajočega oddelka pošte in telekomunikacij. V Tehniškem muzeju je delala do upokojitve leta 2008.
Bibliografija Ljudmile Bezlaj Krevel obsega 167 enot, od tega 6 knjig. Njeno strokovno in raziskovalno delo je v vsebinskem pogledu povezano z njenimi zaposlitvami. V Goriškem muzeju je proučevala predvsem položaj primorskih Slovencev pod Italijo in njihov narodnoosvobodilni boj od leta 1918 do priključitve k Jugoslaviji. V času zaposlitve v pokrajinskem arhivu v novi Gorici je napisala več razprav o arhivskem gradivu pomembnem za zgodovino Goriške, o zbiranju, varovanju in urejanju arhivskega gradiva ter s tem povezani upravni ureditvi Primorske v preteklih stoletjih ipd. Svoje prispevke je tedaj objavljala ne le v slovenskih in jugoslovanskih strokovnih glasilih, zbornikih, revijah in časopisih, temveč tudi v revijah, zbornikih in časopisih v tujini. Po prihodu v Tehniški muzej Slovenije se je posvetila predvsem raziskovanju zgodovine pošte in razvoju telekomunikacij na Slovenskem, o čemer je objavila več tehtnih del, med katerimi so najpomembnejša monografska dela o zgodovini poštne službe in razvoju telegrafa in telefona ter o zgodovini radiofonije v Sloveniji, ki so izšla kot samostojne knjige, v Zborniku za zgodovino naravoslovja in tehnike (Slovenska matica) ter v zborniku Pošta na slovenskih tleh.